# Åsen, Oslo
Åsen är en stadsdel i Sagene i Oslo i Norge. Delar av kvarteret finns i Nordre Aker.

### Fotnoter
1. ↑  Henriksen, Petter, red (2007). Store norske leksikon. Oslo. http://www.snl.no/%C3%85sen.